# Смитова веверица
Смитова веверица (лат. Paraxerus cepapi) је сисар из реда глодара и породице веверица (Sciuridae). 

## Распрострањење
Врста има станиште у Анголи, Боцвани, ДР Конгу, Замбији, Зимбабвеу, Јужноафричкој Републици, Малавију, Мозамбику, Намибији и Танзанији.

## Станиште
Смитова веверица има станиште на копну.

## Угроженост
Ова врста није угрожена, и наведена је као последња брига јер има широко распрострањење.

## Популациони тренд
Популација ове врсте је стабилна, судећи по доступним подацима.